# Alfred Wenger
Pour les articles homonymes, voir Wenger.
Alfred Wenger est un dirigeant français du Racing Club de Strasbourg.
Il exerce la fonction de président du club d'août 1968 à décembre 1972. Il démissionne alors à la suite d'une grève des joueurs.